# Gustave Charles Ferdinand de Bonstetten

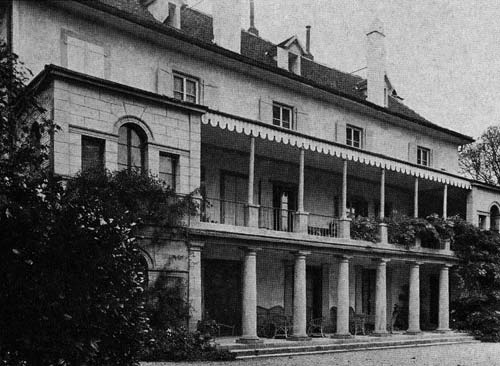
El castillo de los Bonstetten a Valeyres-bajo-Rances, en 1925.

El barón Gustave Charles Ferdinand de Bonstetten, (Berna 27 de febrero de 1816 - Hyères 9 de marzo de 1892) fue un arqueólogo suizo y chambelán del Emperador Fernando I de Austria.
Se casó el 11 de mayo de 1844, con Mathilde Germaine de Rougemont de Löwenberg (23 de septiembre de 1823 - 5 de mayo de 1903).
Excavó, en 1846, en Orbe, el mosaïco romano del Triton. Y escribió también, en Hyères sobre Var y a algunas actividades de aclimatación en su casa de la villa varoise.

## El arqueólogo bernés

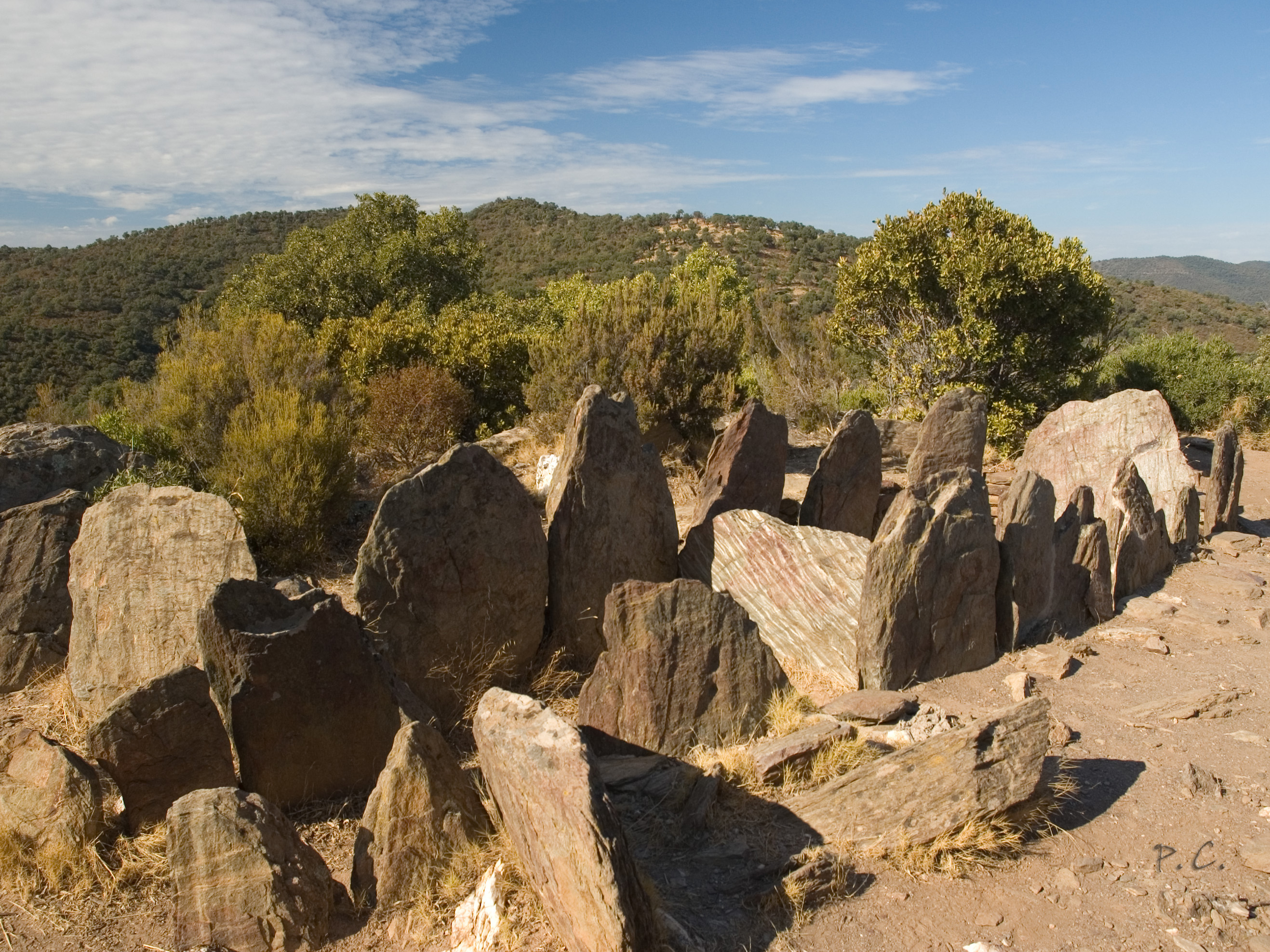
Dolmen del Gaoutabry, Var, Francia.

El barón Gustave de Bonstetten hizo numerosos viajes de estudios por Alemania, Italia, Austria. En Suiza, vivió sucesivamente en Berna, Thoune, y Valeyres-sous-Rances donde se vuelca al estudio de la prehistoria. Coleccionista de antigüedades, resulta arqueólogo y conduce numerosas búsquedas en la Suiza francófona en varios cantones suizos: Berna, Friburgo, Argovia y Vaud sobre todo. Hace el descubrimiento de mosaicos romanos cerca de Orbe con su colaborador, el arqueólogo bernés Albert Jahn. Esos geniales mosaicos que habían sido objeto de depredaciones desde 1846, año de su descubrimiento. Según una litografía de 1845, ese pavimento se encontraba sin embargo en excelente estado durante su descubrimiento ese mismo año. Al año siguiente, está destruido (salvo algunos medallones). El barón de Bonstetten también trabaja sobre los carros de guerra antigua así como de armas prehistóricas en Tiefenau.
El museo del Antiquarium de Berna (museo histórico) está dotado de la colección de objetos prehistóricos que le han pertenecido.
Emprendió también importantes campañas de excavaciones en Var, en Francia y descubre cerca de Hyères, donde poseía una propiedad, el Dolmen de Gaoutabry, en 1876. Identifica ese monumento funerario como de tres pequeños dolmens juntos. Fue el autor de varias publicaciones como Selección de antigüedades suizas (1855, 1860 y 1867), su obra mayor así como La Prueba sobre las dolmens (Ginebra, 1865). Concibe también numerosas cartas arqueológicas para los cantones de Berna, Friburgo y Vaud así como para el Departamento de Var, en Francia.

## El aclimatador hyérois
Como varios aclimatadores de Hyéres, su alcalde Alphonse Denis, Gustave Gorra, el barón de Prailly, Charles Huber, Albert Geoffroy Santo-Hilaire o Jacques Nicolas Ernest Germain de Saint-Pierre, el barón Gustave de Bonstetten crea en Hyères donde reside frecuentemente, un jardín de aclimatación reputado y reúne numerosos vegetales de Nueva Hollande y del Cabo de Buena Esperanza. Se vuelca a actividades de aclimataciones de plantas exóticas propuestas en los catálogos de horticultores y botánicos de Costa Azul. Varias palmeras se plantan así en su parque sito al este de la ciudad, sobre todo de las Brahea dulcis.
En 1871, el rosalista lionés Jean Liabaud, visita en la región hyéroise al Plantier de Costebelle donde reencuentra a la baronesa de Prailly, dando el nombre de Barón de Bonstetten al uno de sus rosas híbridas recordaron a este « amigo de las plantas ».